# نائب مفوض الزواج
تختلف مهام نائب مفوض الزواج من دولة لأخرى ومن ولاية لأخرى داخل الولايات المتحدة ولكن بصفة عامة يكون مخولاً باجراء مراسيم الزواج المدني خلال فترة زمنية معينة و/أو مكان معين. ويكون مسؤولاً غالبًا عن إجراء زواج معين، عندما يريد الزوجان شخصًا خاصًا لاجراء المراسم بعد انتهاء موعدها المحدد.
مع ذلك، ففي أحيان أخرى يمكن تعيين النائب بواسطة كاتب المقاطعة لإجراء مراسم الزواج المدني عند عدم قدرة الموظفين النظاميين على إجرائه أو معارضتهم لإجرائه. وهذا ما حدث في فبراير - مارس عام 2004 في سان فرانسيسكو، كاليفورنيا حينما ساعد عشرات المتطوعين في الانتهاء من العديد من حالات الزواج المثلي المتأخرة. (انظر:الزواج المثلي)